# William Hewson
Pour les articles homonymes, voir Hewson.
William Hewson (14 novembre 1739-1er mai 1774) est un chirurgien, anatomiste et physiologiste britannique, parfois appelé le père de l'hématologie.

## Biographie
Il naît le 14 novembre 1739 à Hexham, dans le comté de Northumberland. Il étudie à partir de 1753 à Newcastle-upon-Tyne avec Richard Lambert, fondateur de la Newcastle Infirmary qui devient plus tard la Royal Victoria Infirmary. À partir de l'hiver 1761-1762, il travaille avec William Hunter, d'abord comme étudiant puis comme assistant.
Sa découverte majeure est la découverte de la fibrine, une protéine clé dans le processus de la coagulation sanguine. Il contribue aussi à la compréhension du système lymphatique en montrant l'existence de vaisseaux lymphatiques chez les animaux et en expliquant leur fonction, travail qui lui vaut la médaille Copley en 1769. Il prouve la forme plate des érythrocytes plutôt que sphérique, contrairement à ce que supposait Antoni van Leeuwenhoek. En 1773, il produit des preuves de l'existence d'une membrane cellulaire pour les érythrocytes bien que ce travail soit largement ignoré à l'époque.
Le 10 juillet 1770, il se marie avec Mary Stevenson (plus connue sous le surnom de Polly), une amie de Benjamin Franklin. À partir de septembre 1772, après un conflit avec Hunter sur la paternité de certaines découvertes, Hewson fonde sa propre école au 36 Craven Street, la maison de Franklin à Londres, qui est devenue un musée, le Benjamin Franklin House. Il meurt le 1er mai 1774 d'une septicémie contractée lors de la dissection d'un cadavre.
Le travail de Hewson est continué par Magnus Falconar, le mari de la sœur de Hewson. Falconar répète les expériences de Hewson et republie ses travaux en même temps que ses propres confirmations en 1777.